# Újbuda-központ (Metró Budapest)
Újbuda-központ (ursprünglich geplant als Bocskai út) ist eine 2014 eröffnete Station der Linie M4 der Metró Budapest und liegt zwischen den Stationen Bikás park und Móricz Zsigmond körtér.
Die Station befindet sich an der Kreuzung von Fehérvári út und Október huszonharmadika utca im XI. Budapester Bezirk (Újbuda).

## Galerie

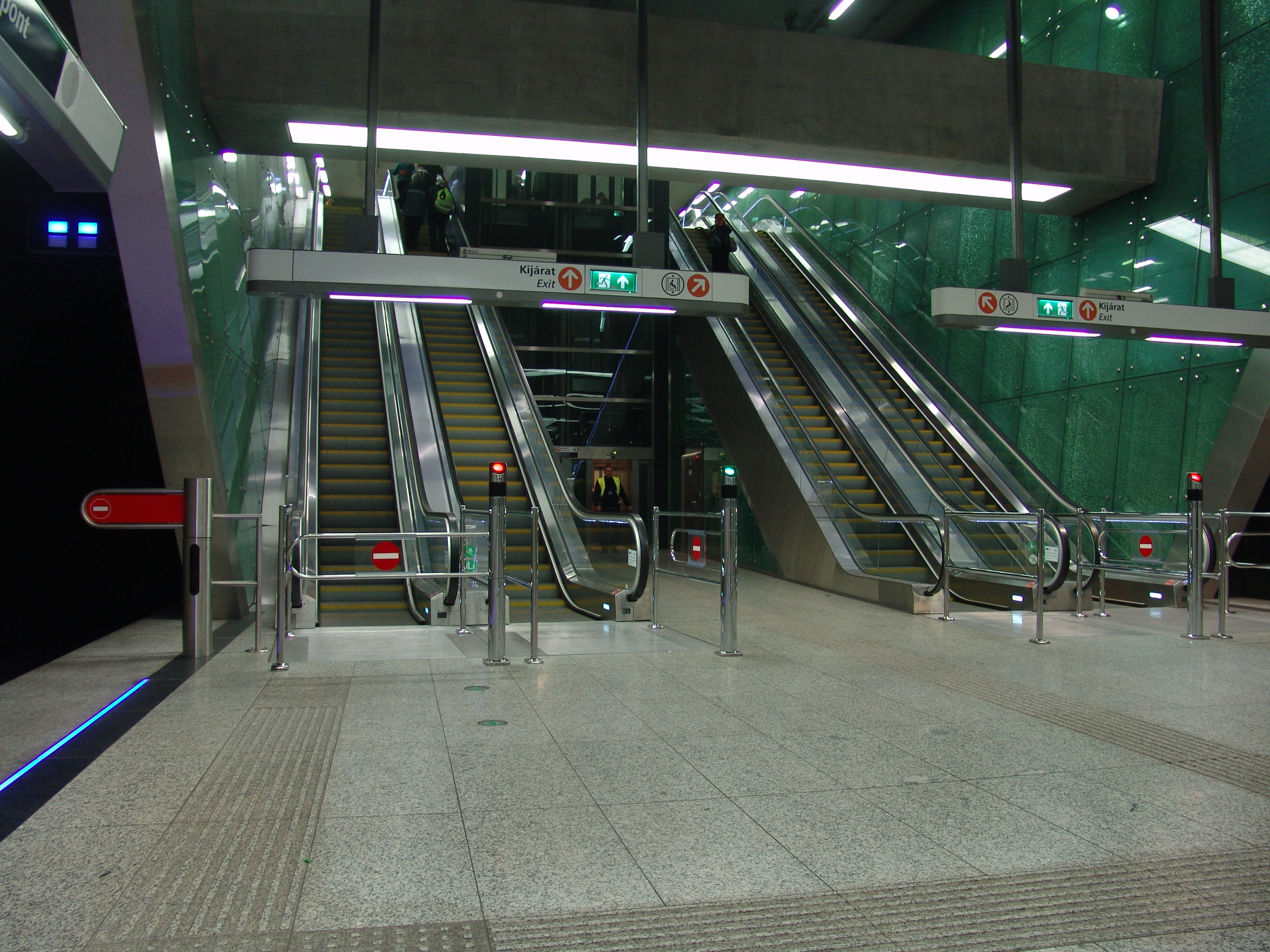
Rolltreppen
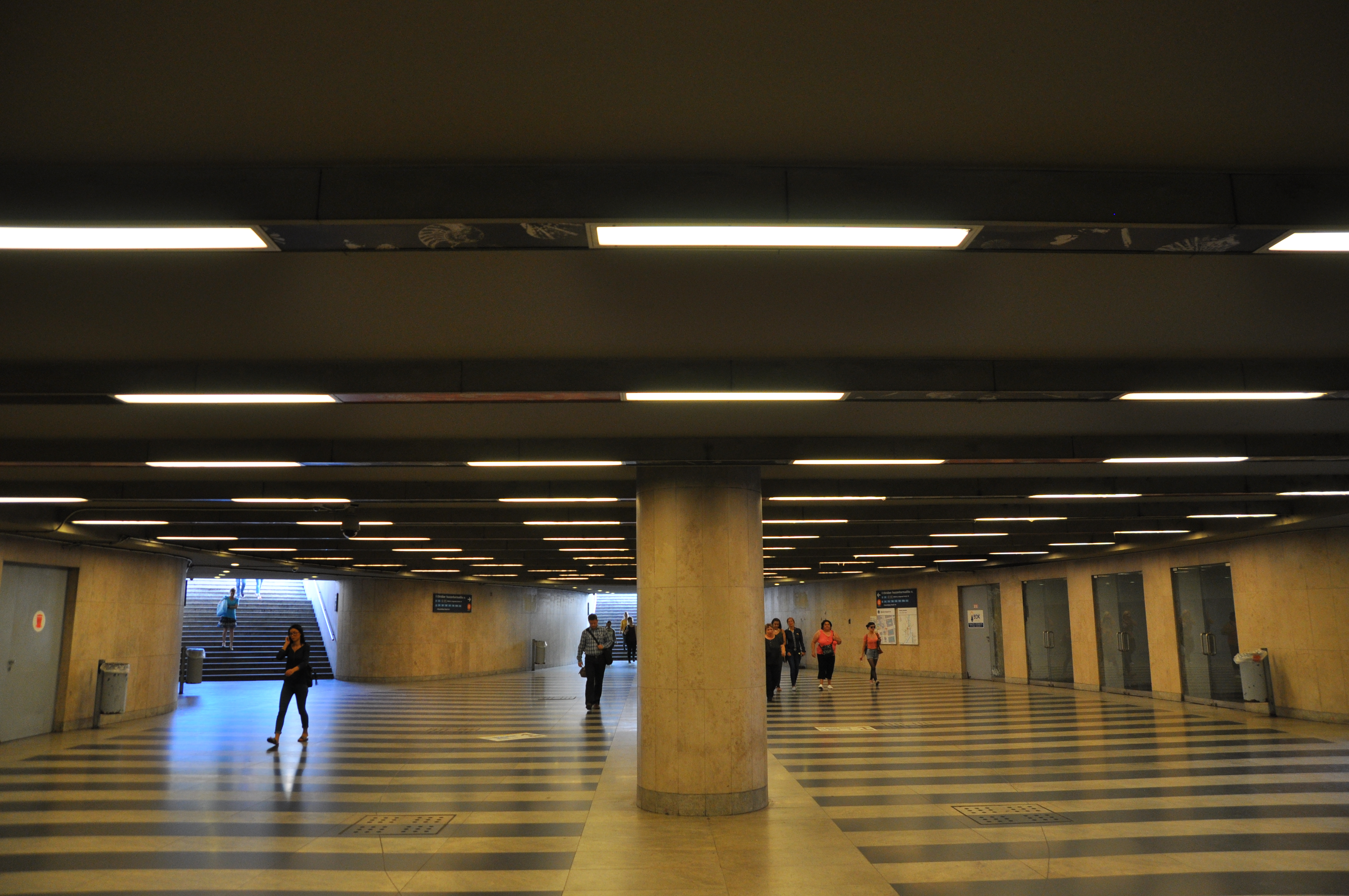
Zwischengeschoss

## Verbindungen
- Bus: 33, 53, 58, 150, 150B, 153, 154, 212, 212A, 212B
- Tram: 4, 17, 41, 47, 48, 56
- Volán Fernverkehrsbus: 1172, 1173, 1174, 1175, 1176, 1177, 1183, 1184, 1185, 1188, 1189, 1190, 1193, 1194, 1201, 1205, 1212, 1215, 1216, 1229, 1251, 1253, 1254, 1257, 1268